# Amerikaanse auto in 1997
Dit artikel geeft een overzicht van alle Amerikaanse en Australische personenwagens die in 1997 op de markt kwamen. De auto's staan alfabetisch gerangschikt per merk.

## Noord-Amerika
| Buick |                  | concern:               | General Motors Verenigde Staten |
| Buick | divisie:         |                        |                                 |
| Buick | merk:            | Buick Verenigde Staten |                                 |
| Buick | model:           | Regal                  |                                 |
| Buick | einde productie: | 2004                   |                                 |
| Buick | productieaantal: | ?                      |                                 |

| Buick |                  | concern:               | General Motors Verenigde Staten |
| Buick | divisie:         |                        |                                 |
| Buick | merk:            | Buick Verenigde Staten |                                 |
| Buick | model:           | Skylark                |                                 |
| Buick | einde productie: | 2000                   |                                 |
| Buick | productieaantal: | ?                      |                                 |

| Cadillac |                  | concern:                  | General Motors Verenigde Staten |
| Cadillac | divisie:         |                           |                                 |
| Cadillac | merk:            | Cadillac Verenigde Staten |                                 |
| Cadillac | model:           | Seville (5e generatie)    |                                 |
| Cadillac | einde productie: | 2004                      |                                 |
| Cadillac | productieaantal: | ?                         |                                 |

| Chevrolet |                  | concern:                   | General Motors Verenigde Staten |
| Chevrolet | divisie:         |                            |                                 |
| Chevrolet | merk:            | Chevrolet Verenigde Staten |                                 |
| Chevrolet | model:           | Camaro cabriolet           |                                 |
| Chevrolet | einde productie: | 2002                       |                                 |
| Chevrolet | productieaantal: | ?                          |                                 |

| Chevrolet |                  | concern:                                      | General Motors Verenigde Staten |
| Chevrolet | divisie:         |                                               |                                 |
| Chevrolet | merk:            | Chevrolet Verenigde Staten                    |                                 |
| Chevrolet | model:           | Corvette coupé / cabriolet (C5; 5e generatie) |                                 |
| Chevrolet | einde productie: | 2004                                          |                                 |
| Chevrolet | productieaantal: | 124.596 (coupé), 89.610 (cabriolet)           |                                 |

| Chevrolet |                  | concern:                   | General Motors Verenigde Staten |
| Chevrolet | divisie:         |                            |                                 |
| Chevrolet | merk:            | Chevrolet Verenigde Staten |                                 |
| Chevrolet | model:           | Express                    |                                 |
| Chevrolet | einde productie: | 2000                       |                                 |
| Chevrolet | productieaantal: | ?                          |                                 |

| Chevrolet |                  | concern:                   | General Motors Verenigde Staten |
| Chevrolet | divisie:         |                            |                                 |
| Chevrolet | merk:            | Chevrolet Verenigde Staten |                                 |
| Chevrolet | model:           | Trans Sport                |                                 |
| Chevrolet | einde productie: | 2005                       |                                 |
| Chevrolet | productieaantal: | ?                          |                                 |

| Chevrolet |                  | concern:                   | General Motors Verenigde Staten |
| Chevrolet | divisie:         |                            |                                 |
| Chevrolet | merk:            | Chevrolet Verenigde Staten |                                 |
| Chevrolet | model:           | Venture                    |                                 |
| Chevrolet | einde productie: | 1999                       |                                 |
| Chevrolet | productieaantal: | ?                          |                                 |

| Dodge |                  | concern:                   | Chrysler Verenigde Staten |
| Dodge | divisie:         |                            |                           |
| Dodge | merk:            | Dodge Verenigde Staten     |                           |
| Dodge | model:           | Durango suv (1e generatie) |                           |
| Dodge | einde productie: | 2003                       |                           |
| Dodge | productieaantal: | ?                          |                           |

| Eagle |                  | concern:               | Chrysler Corporation Verenigde Staten |
| Eagle | divisie:         |                        |                                       |
| Eagle | merk:            | Eagle Verenigde Staten |                                       |
| Eagle | model:           | Talon                  |                                       |
| Eagle | einde productie: | 1998                   |                                       |
| Eagle | productieaantal: | ?                      |                                       |

| Ford |                  | concern:              | onafhankelijk |
| Ford | divisie:         |                       |               |
| Ford | merk:            | Ford Verenigde Staten |               |
| Ford | model:           | Contour 4p/5p/Clipper |               |
| Ford | einde productie: | 2000                  |               |
| Ford | productieaantal: | ?                     |               |

| Ford |                  | concern: | onafhankelijk |
| Ford | divisie:         | |               |
| Ford | merk:            | Ford Verenigde Staten                                                                                             |               |
| Ford | model:           | Escort ZX2 (coupé gebaseerd op de 3e generatie van de Noord-Amerikaanse Escort; vanaf eind 2001 als ZX2 verkocht) |               |
| Ford | einde productie: | 2003 |               |
| Ford | productieaantal: | ? |               |

| Ford |                  | concern: | onafhankelijk |
| Ford | divisie:         | |               |
| Ford | merk:            | Ford Verenigde Staten |               |
| Ford | model:           | Ranger tweedeur regular cab / verlengde SuperCab / vierdeur SuperCab (3e generatie; van 1998 tot 2002 werd ook de elektrische Ranger EV aangeboden) |               |
| Ford | einde productie: | 2011 |               |
| Ford | productieaantal: | ? |               |

| Jeep |                  | concern:              | Chrysler Verenigde Staten |
| Jeep | divisie:         |                       |                           |
| Jeep | merk:            | Jeep Verenigde Staten |                           |
| Jeep | model:           | Cherokee XJ           |                           |
| Jeep | einde productie: | 2001                  |                           |
| Jeep | productieaantal: | ?                     |                           |

| Lincoln |                  | concern:                                                          | Ford Motor Company Verenigde Staten |
| Lincoln | divisie:         |                                                                   |                                     |
| Lincoln | merk:            | Lincoln Verenigde Staten                                          |                                     |
| Lincoln | model:           | Navigator grote suv (1e generatie; gebaseerd op de Ford Explorer) |                                     |
| Lincoln | einde productie: | 2002                                                              |                                     |
| Lincoln | productieaantal: | ca. 210.000 (verkocht in de Verenigde Staten)                     |                                     |

| Lincoln |                  | concern:                      | Ford Motor Company Verenigde Staten |
| Lincoln | divisie:         |                               |                                     |
| Lincoln | merk:            | Lincoln Verenigde Staten      |                                     |
| Lincoln | model:           | Town Car sedan (3e generatie) |                                     |
| Lincoln | einde productie: | 2011                          |                                     |
| Lincoln | productieaantal: | ?                             |                                     |

| Mercury |                  | concern:                 | Ford Motor Company Verenigde Staten |
| Mercury | divisie:         |                          |                                     |
| Mercury | merk:            | Mercury Verenigde Staten |                                     |
| Mercury | model:           | Mystique -/Clipper       |                                     |
| Mercury | einde productie: | 2000                     |                                     |
| Mercury | productieaantal: | ?                        |                                     |

| Mercury |                  | concern:                 | Ford Motor Company Verenigde Staten |
| Mercury | divisie:         |                          |                                     |
| Mercury | merk:            | Mercury Verenigde Staten |                                     |
| Mercury | model:           | Tracer                   |                                     |
| Mercury | einde productie: | 2000                     |                                     |
| Mercury | productieaantal: | ?                        |                                     |

| Oldsmobile |                  | concern:                    | General Motors Verenigde Staten |
| Oldsmobile | divisie:         |                             |                                 |
| Oldsmobile | merk:            | Oldsmobile Verenigde Staten |                                 |
| Oldsmobile | model:           | Intrigue                    |                                 |
| Oldsmobile | einde productie: | 2002                        |                                 |
| Oldsmobile | productieaantal: | ?                           |                                 |

| Oldsmobile |                  | concern:                    | General Motors Verenigde Staten |
| Oldsmobile | divisie:         |                             |                                 |
| Oldsmobile | merk:            | Oldsmobile Verenigde Staten |                                 |
| Oldsmobile | model:           | Regency                     |                                 |
| Oldsmobile | einde productie: | 2000                        |                                 |
| Oldsmobile | productieaantal: | ?                           |                                 |

| Oldsmobile |                  | concern:                    | General Motors Verenigde Staten |
| Oldsmobile | divisie:         |                             |                                 |
| Oldsmobile | merk:            | Oldsmobile Verenigde Staten |                                 |
| Oldsmobile | model:           | Silhouette                  |                                 |
| Oldsmobile | einde productie: | 2000                        |                                 |
| Oldsmobile | productieaantal: | ?                           |                                 |

| Plymouth |                  | concern: | Chrysler Verenigde Staten |
| Plymouth | divisie:         | |                           |
| Plymouth | merk:            | Plymouth Verenigde Staten |                           |
| Plymouth | model:           | Prowler retro-coupé (in 1997 werden er slechts 457 gemaakt, in 1998 geen en in 1999 kwam een verbeterd model uit; na de stopzetting van het merk Plymouth in 2001 verder geproduceerd als Chrysler) |                           |
| Plymouth | einde productie: | 2001 |                           |
| Plymouth | productieaantal: | 8532 (enkel Plymouth) |                           |

| Pontiac |                  | concern:                 | General Motors Verenigde Staten |
| Pontiac | divisie:         |                          |                                 |
| Pontiac | merk:            | Pontiac Verenigde Staten |                                 |
| Pontiac | model:           | Firebird cabriolet       |                                 |
| Pontiac | einde productie: | 2002                     |                                 |
| Pontiac | productieaantal: | ?                        |                                 |

| Pontiac |                  | concern:                 | General Motors Verenigde Staten |
| Pontiac | divisie:         |                          |                                 |
| Pontiac | merk:            | Pontiac Verenigde Staten |                                 |
| Pontiac | model:           | Grand Prix               |                                 |
| Pontiac | einde productie: | 2003                     |                                 |
| Pontiac | productieaantal: | ?                        |                                 |

| Pontiac |                  | concern:                 | General Motors Verenigde Staten |
| Pontiac | divisie:         |                          |                                 |
| Pontiac | merk:            | Pontiac Verenigde Staten |                                 |
| Pontiac | model:           | Montana (Trans Sport)    |                                 |
| Pontiac | einde productie: | 2005                     |                                 |
| Pontiac | productieaantal: | ?                        |                                 |

## Latijns-Amerika
| Peugeot |                  | concern:                     | PSA Peugeot Citroën Frankrijk |
| Peugeot | divisie:         | Peugeot Argentina Argentinië |                               |
| Peugeot | merk:            | Peugeot Frankrijk            |                               |
| Peugeot | model:           | 206                          |                               |
| Peugeot | einde productie: | 2010                         |                               |
| Peugeot | productieaantal: | ?                            |                               |

## Australië
| Holden |                  | concern: | General Motors Verenigde Staten |
| Holden | divisie:         | |                                 |
| Holden | merk:            | Holden Australië |                                 |
| Holden | model:           | Barina cabriolet (3e generatie; afgeleid van de hatchback uit 1994, zelf een badge-engineered 2e generatie Opel Corsa) |                                 |
| Holden | einde productie: | 2000 |                                 |
| Holden | productieaantal: | ? |                                 |

| Holden |                  | concern: | General Motors Verenigde Staten |
| Holden | divisie:         | |                                 |
| Holden | merk:            | Holden Australië |                                 |
| Holden | model:           | Commodore / Berlina / Calais – sedan / stationwagen (3e generatie; VT / VX / VY / VZ-serie; de Berlina was de luxueuzer variant en de Calais het topmodel) |                                 |
| Holden | einde productie: | 6 september 2007 |                                 |
| Holden | productieaantal: | ruim 1,2 miljoen (inclusief de pick-up en cross-over die in 2003 verschenen)                                                                               |                                 |

| Holden |                  | concern: | General Motors Verenigde Staten |
| Holden | divisie:         | |                                 |
| Holden | merk:            | Holden Australië |                                 |
| Holden | model:           | Vectra sedan / vijfdeurhatchback (badge-engineered 2e generatie Opel Vectra; de stationwagenvariant verscheen in 1998) |                                 |
| Holden | einde productie: | eind 2000 (hatchback), 2002 (sedan)                                                                                    |                                 |
| Holden | productieaantal: | ? |                                 |

| HSV |                  | concern:                                                         | General Motors Verenigde Staten |
| HSV | divisie:         | Holden Australië                                                 |                                 |
| HSV | merk:            | HSV Australië                                                    |                                 |
| HSV | model:           | GTS (krachtiger variant van de Holden Commodore uit de VT-serie) |                                 |
| HSV | einde productie: | september 1999                                                   |                                 |
| HSV | productieaantal: | 399                                                              |                                 |